# Giacomo Barozzi da Vignola
Giacomo Barozzi da Vignola (Vignola, 1507. október 1. – Róma, 1573. július 7.) olasz építész.

## Élete

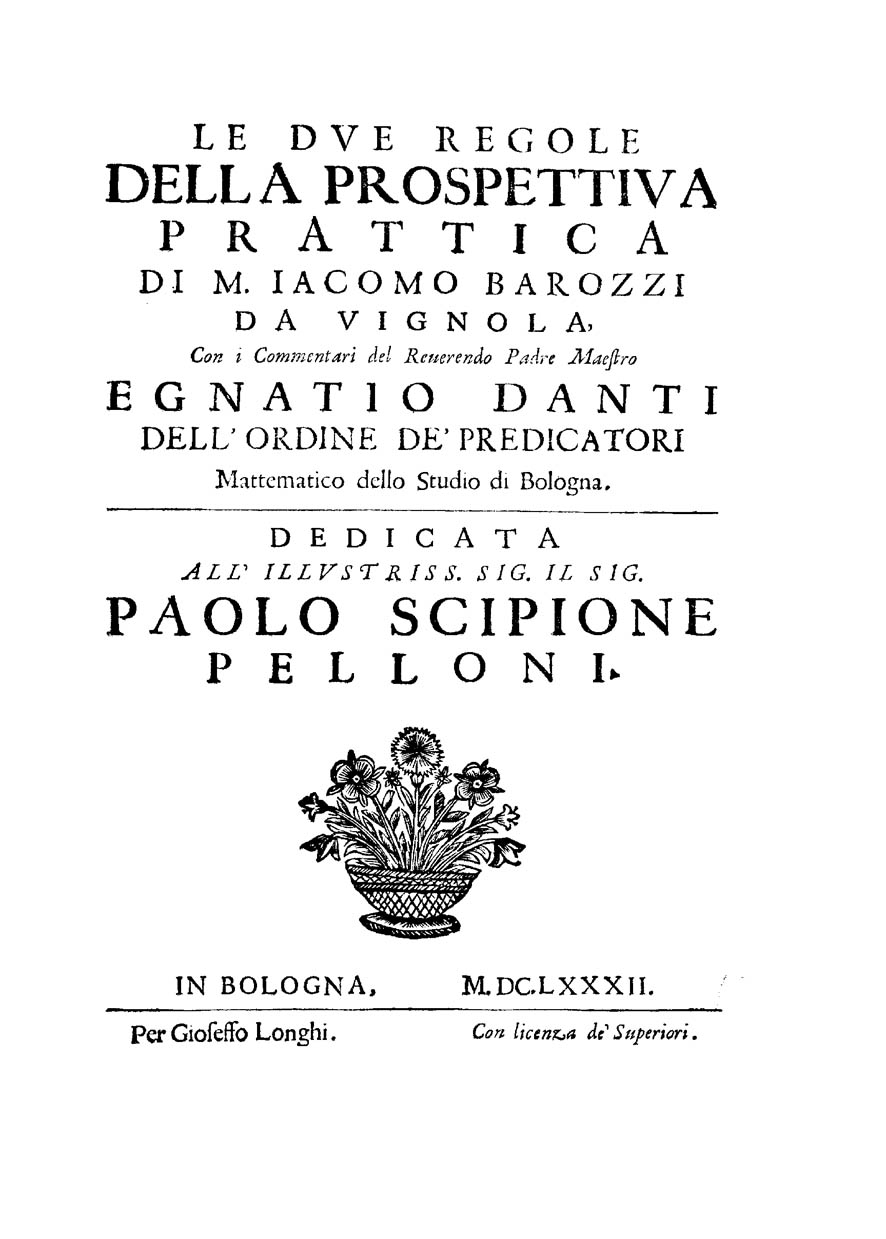
Le due regole della prospettiva prattica, 1682

Kezdetben Bolognában, Piacenzában, Assisiben és Perugiában dolgozott, mígnem III. Gyula pápa alatt mint pápai építészt Rómába hívták. Itt építette a jezsuita rend számára ennek híres fő templomát (Il Gesù), amelyet halála után Giacomo Della Porta fejezett be, és 1559-ig Farnese bíboros részére a pompás Caprarola-kastélyt Róma közelében. Michelangelo halála után, 1564-ben a Szent Péter-bazilika építésze lett. Vignola az antik formákat határozott szabályokba öntötte, úgyhogy az ő művészeti módja hosszú időn át irányadó volt Rómában és különösen a jezsuita rendnél. Ő a katolikus reformkor legkiválóbb építőmestere, akinek szigorúan klasszikus iskolája a  barokk stílust sokáig ellensúlyozta. Írásai közül (összegyűjtötte Le Bas és Debret, Párizs, 1815) említendők: Regole delli cinque ordini d'architettura (Róma, 1563, számos kiadásban és átdolgozásban); továbbá: Regole della perspettiva pratica (uo. 1583).